# Extended Log Format
Extended Log Format (ELF) es un formato de archivo de texto estandarizado, como Common Log Format (CLF), usado por muchos servidores web para generar logs, pero los archivos ELF proveen más información y flexibilidad.

## Ejemplo
```
#Version: 1.0
#Date: 12-Jan-1996 00:00:00
#Fields: time cs-method cs-uri
00:34:23 GET /foo/bar.html
12:21:16 GET /foo/bar.html
12:45:52 GET /foo/bar.html
12:57:34 GET /foo/bar.html
```